# Okita Rintarō
Pour les articles homonymes, voir Okita.
Okita Rintarō est un nom japonais traditionnel ; le nom de famille (ou le nom d'école), Okita, précède donc le prénom (ou le nom d'artiste).
Okita Rintarō (沖田 林太郎, 30 mars 1826-13 février 1883) est un samouraï de la fin de l'époque d'Edo, commandant kumigashira (組頭) du Shinchō gumi (homologue du Shinsen gumi à Edo).

## Biographie
Né sous le nom d'Inoue Rintarō à Hino en 1826, il est le frère cadet d'Inoue Sōzō et lié à la famille d'Inoue Genzaburō. Il devient plus tard le fils adopté d'Okita Katsujirō (père d'Okita Sōji) et change son nom pour celui d'Okita Rintarō avant son mariage avec Mitsu, la fille de Katsujirō, en 1846 (ère Kōka 3). Il sert alors en tant que chef de la famille Okita à la place de Sōji.
Praticien diplômé du Tennen Rishin-ryū, il rejoint le Rōshi gumi en compagnie d'Okita Sōji. Cependant, peu de temps après leur arrivée à Kyoto, il rentre à Edo et devient commandant du Shinchō gumi, groupe de samouraïs parrainé par le Shōnai-han. À cette époque, lui et son épouse Mitsu s'installent dans l'une des casernes (kumi-yashiki (组屋敷)) de l'ancienne résidence d'Edo de Tanuma Okitaka avec leurs enfants. Ils y demeurent jusqu'au début de la guerre de Boshin.
Après le début de la guerre de Boshin, lui et Mitsu prennent soin d'Okita Sōji, malade en fin de vie, jusqu'à ce que les forces des domaines du Nord ainsi que les soldats de l'ancien shogun se retirent dans la région de Tōhoku. Comme Sōji n'est pas en mesure de voyager, Rintarō et Mitsu n'ont d'autre choix que de le laisser à Edo. Après s'être joint au daimyo Sakai Tadazumi du domaine de Shōnai et avoir quitté la ville, Rintarō et sa famille se rendent à Shōnai. Okita Rintarō combat ensuite aux côtés des forces Shōnai au plus fort de la guerre de Boshin. En 1872, la famille retourne à Tokyo et vit dans un endroit appelé Ume-yashiki (梅屋敷 ; « manoir de prune ») à Sumida-Mukai jima. Okita Rintarō meurt à Tokyo le 13 février 1883 à l'âge de 56 ans.

## Source de la traduction
- (en) Cet article est partiellement ou en totalité issu de l’article de Wikipédia en anglais intitulé « Okita Rintarō » (voir la liste des auteurs).